# Корвайлер
Корвайлер (нем. Korweiler) — община в Германии, в земле Рейнланд-Пфальц. 
Входит в состав района Рейн-Хунсрюк. Подчиняется управлению Кастеллаун.  Население составляет 84 человека (на 31 декабря 2010 года). Занимает площадь 2,43 км².